# Oryx
Oryx là một chi động vật có vú trong họ Bovidae, bộ Artiodactyla. Chi này được de Blainville miêu tả năm 1816. Loài điển hình của chi này là Antilope oryx Pallas, 1777 (= Capra gazella Linnaeus, 1758).

## Hình ảnh

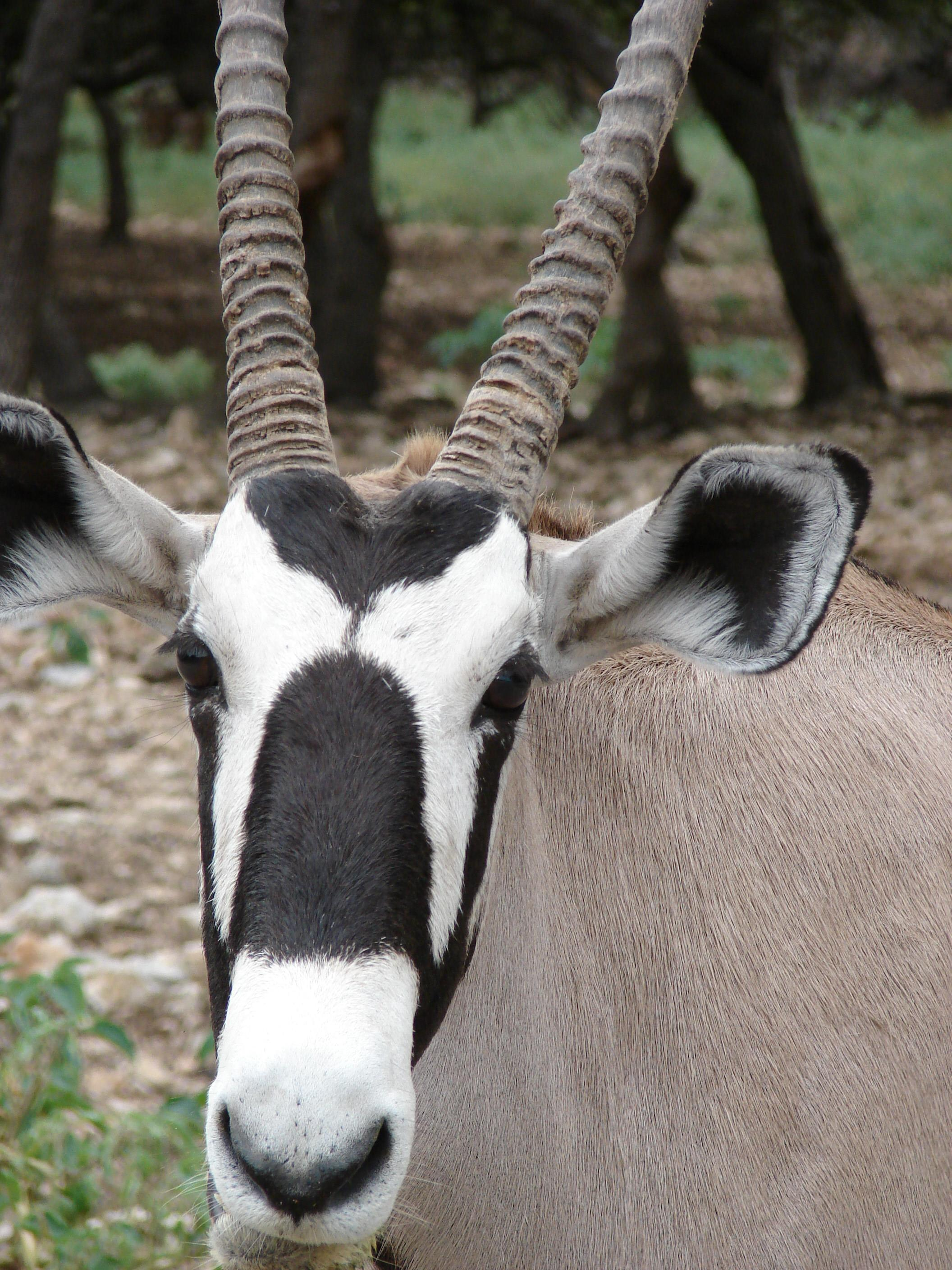
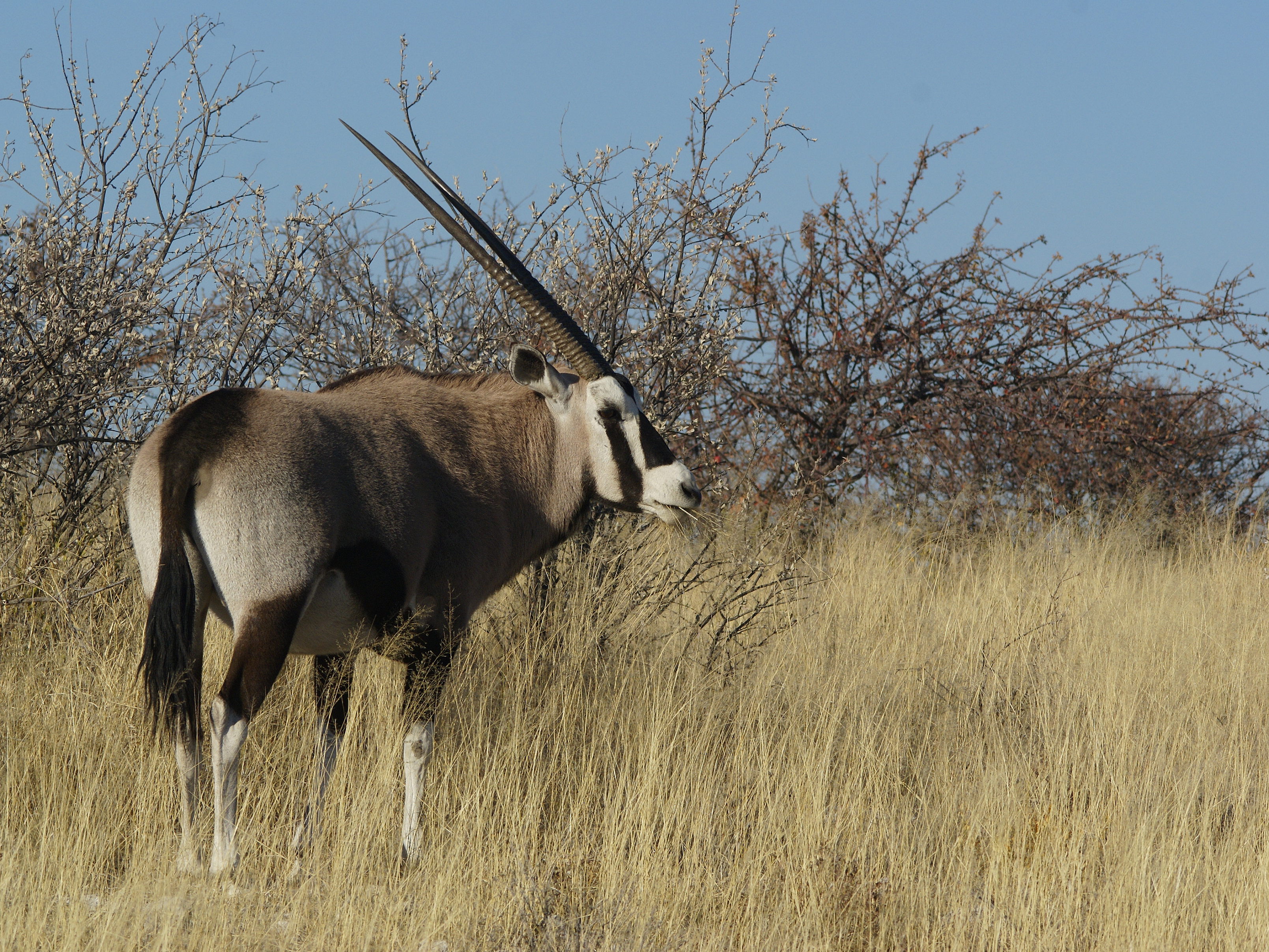
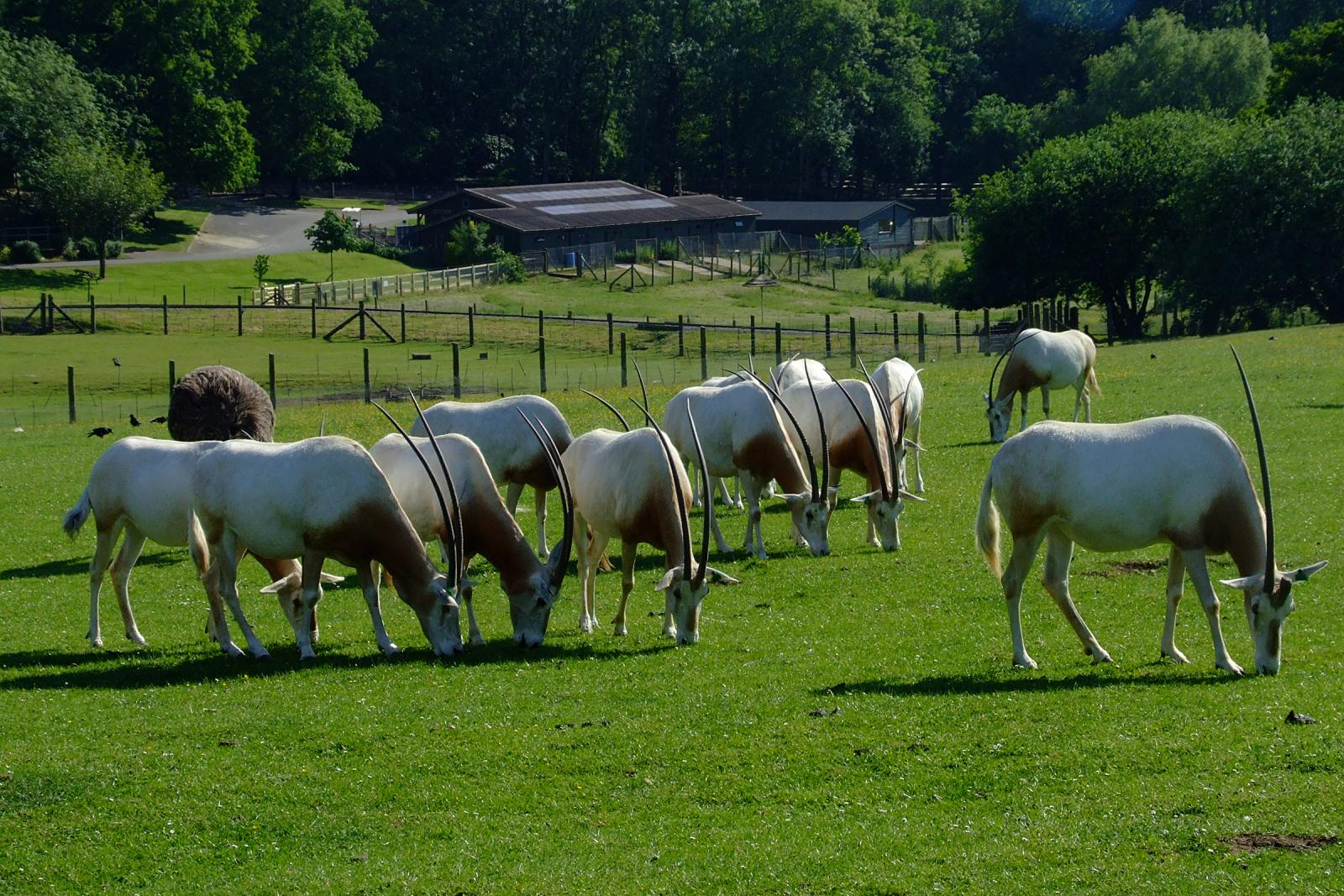
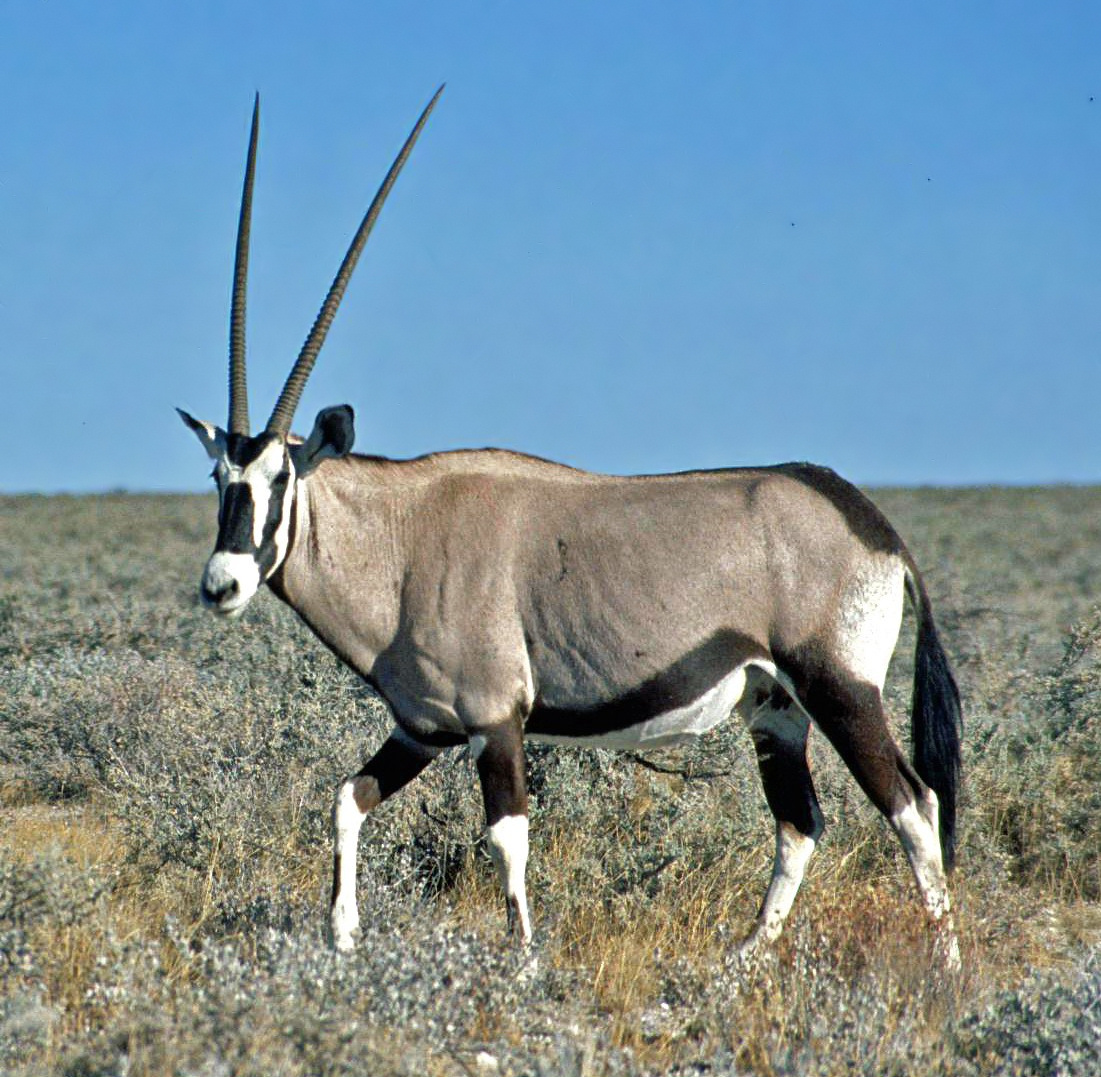

## Các loài
- Chi này gồm các loài:
  - Oryx leucoryx
  - Oryx beisa
  - Oryx gazella
  - Oryx dammah